# N-(4-溴苯氧基乙基)吗啉
N-(4-溴苯氧基乙基)吗啉是一种有机化合物，化学式为C12H16BrNO2。它可由4-(2-氯乙基)吗啉盐酸盐、碳酸钾和4-溴苯酚在乙腈中加热反应制得。它和二频哪醇二硼在乙酸钾存在下、钯配合物催化下反应，可以得到N-[(4-频哪醇硼基苯氧基)乙基]吗啉。